# Totești
Totești (en hongrois : Totesd) est une commune du Județ de Hunedoara en Transylvanie, (Roumanie).